# Wapen van Sijbrandahuis

Wapen van Sijbrandahuis

Het wapen van Sijbrandahuis is het dorpswapen van het Nederlandse dorp Sijbrandahuis, in de Friese gemeente Dantumadeel. Het wapen werd in 2001 geregistreerd.

## Beschrijving
De blazoenering van het wapen luidt als volgt:
Kepervormig doorsneden: a. van goud, beladen met een afgerukte omgewende zwarte adelaarskop en een rode, afgerukte leeuwenkop; b. van rood, beladen met een zilveren zwaard met gouden gevest, met de punt omhoog, met bovenop de punt een en ter weerszijden vijf gouden vlammen, uitgaande van het zwaard.
De heraldische kleuren zijn: goud (goud), sabel (zwart) en keel (rood).

## Symboliek
- Rood veld: beeldt het deel "huis" uit de plaatsnaam uit.[3]
- Zwaard met vlammen: beeldt het deel "Sijbrand" uit de plaatsnaam uit. Deze eigennaam betekent zoveel als "vlammend zwaard der overwinning".[3]
- Adelaarskop: overgenomen uit het wapen van het geslacht Tjarda van Starkenborgh. Deze familie bezit een grafkelder in de kloosterkapel in het dorp. De kop van de adelaar fungeert als een pars pro toto.[3]
- Leeuwenkop: eveneens ontleend aan het wapen van het geslacht Tjarda van Starkenborgh. De kop van de leeuw fungeert ook als een pars pro toto.[3]

Het wapen van Tjarda van Starkenborgh.

## Zie ook

Vlag van Sijbrandahuis